# Bomaanslag in Bagdad op 17 augustus 2005
De bomaanslag in Bagdad op 17 augustus 2005 was een terroristische aanslag in de reeks bomaanslagen in Bagdad, die tijdens de Irakoorlog werden gepleegd. 
Drie auto's scheurden door drukbezochte plaatsen in het centrum van de stad en bliezen aldaar zichzelf en de auto op met krachtige autobommen. De zelfmoordterroristen doodden 43 mensen en 76 mensen raakten gewond.